# Мгар (Гоцо)

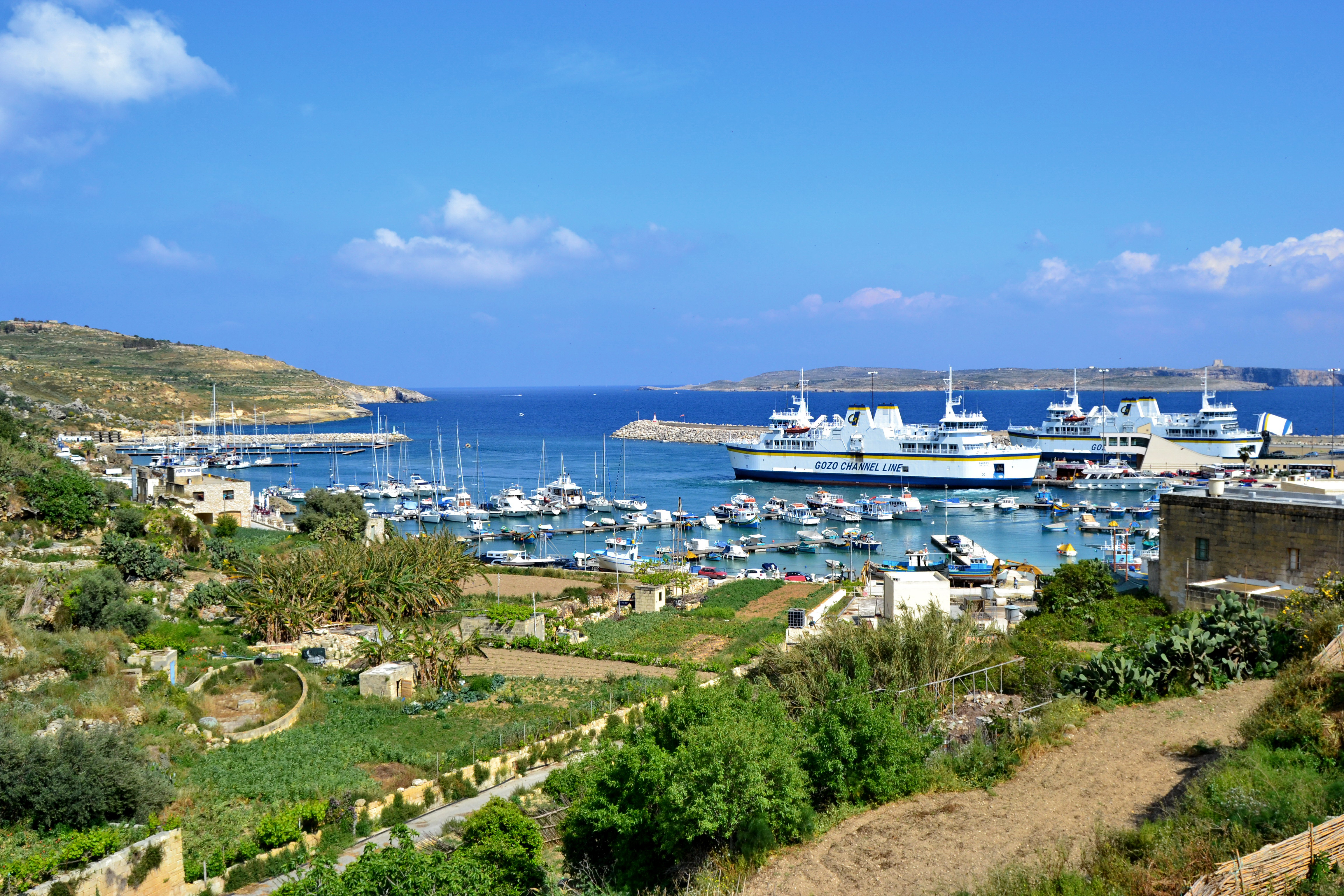
Гавань Марр

Мгар — місто-пристань на південному сході Гозо на Мальті.

## Історія

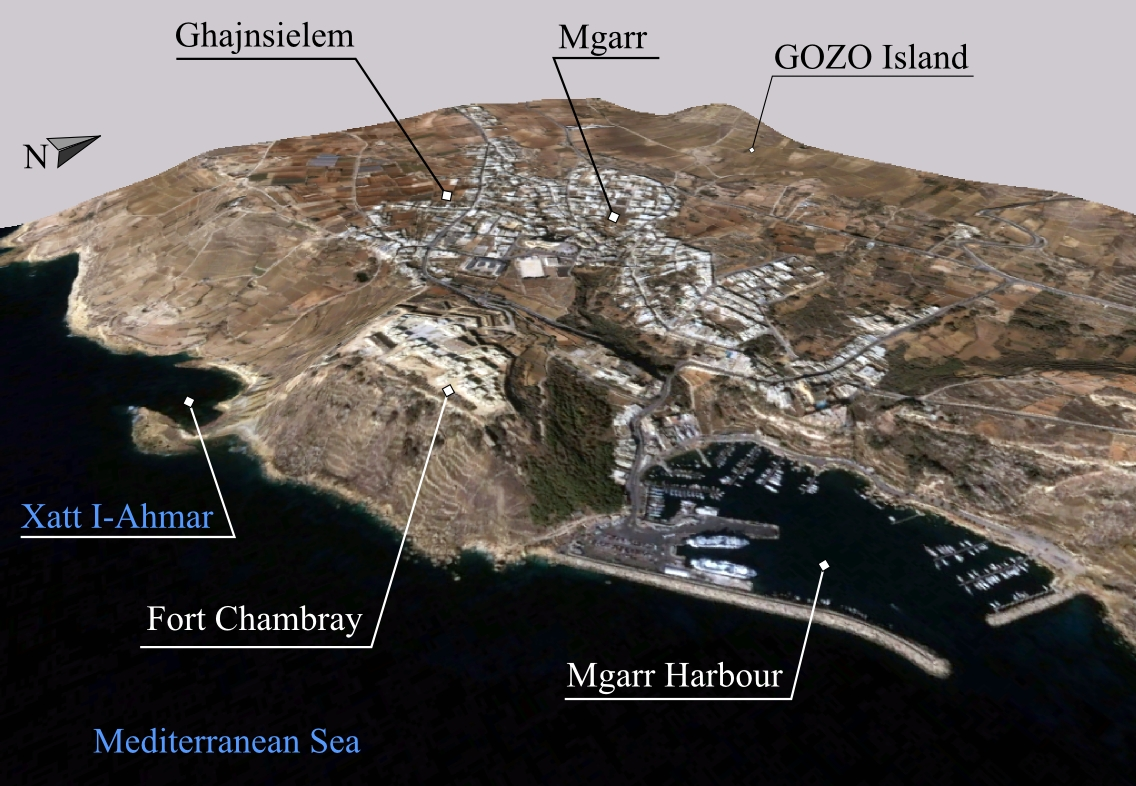
Мгарр

Місто Мгар розташувалось навколо неглибокої гавані, яка поділяє його назву. Поромні перевезення на Мальту діяли до 1241 року, і риболовля вже була встановлена. Територія навколо гавані розбудовувалася протягом наступних століть, до 1841 р.  Було збудовано хвилеріз, щоб забезпечити більше захисту для порту. Більший хвилеріз був побудований між 1929 і 1935 роками, ще два — в 1969 році; після завершення останнього площа порту була розширена до 121 400 квадратних метрів. 
На початку 21 століття поромний термінал був відновлений вартістю 9,3 млн євро. Роботи розпочалися в 2001 році і зайняли сім років, а термінал відкрився в лютому 2008 року. Зараз гавань має приміщення для 600 пасажирів та 200 автомобілів. Дизайн нової гавані був змінений в процесі будівництва, щоб зменшити візуальний вплив на навколишній ландшафт.

## Економіка та зручності
Мгар — найбільше рибальське поселення на Гозо. Окрім поромного терміналу, у місті знаходиться пристань для яхт. Мгар випускає форт Шамбре, побудований в 1749 році лицарями Святого Іоанна .
У травні 2010 року було оголошено, що пристань буде приватизована. Операція передана Harbor Management Company Limited, яка має намір модернізувати пристань для яхт.
Бар, який стоїть поруч із оригінальним причалом у гавані, був побудований як каюта для пасажирів порому в 1732 році та має унікальний похилий дах.

## Транспорт
Місто пов'язане поромними переправами з островом Коміно . Автобуси курсують до Вікторії та Марсалфорна .